# Aedes nigripes
Aedes nigripes é um espécie de mosquito do Género Aedes, pertencente à família Culicidae.